# Kamareh-ye Gharbī
Kamareh-ye Gharbī (persiska: کمره غربی) är en ort i Iran.   Den ligger i provinsen Kermanshah, i den västra delen av landet, 500 km väster om huvudstaden Teheran. Kamareh-ye Gharbī ligger 1 352 meter över havet och antalet invånare är 220.
Terrängen runt Kamareh-ye Gharbī är platt söderut, men norrut är den kuperad. Runt Kamareh-ye Gharbī är det ganska tätbefolkat, med 60 invånare per kvadratkilometer. Närmaste större samhälle är Bāqerābād-e Soflá, 7,4 km norr om Kamareh-ye Gharbī. Omgivningarna runt Kamareh-ye Gharbī är i huvudsak ett öppet busklandskap.